# Kim Hoa, Chiết Giang
Kim Hoa (tiếng Trung: 金华市 bính âm: Jīnhuá Shì, Hán-Việt: Kim Hoa thị, Latin: Jinhua) là một thành phố trực thuộc tỉnh của tỉnh Chiết Giang, Trung Quốc. Cách Thượng Hải 300 km về phía nam, giáp Hàng Châu về phía tây Bắc, Cù Châu về phía tây nam, Lệ Thủy về phía nam, Thai Châu về phía đông và Thiệu Hưng về phía đông bắc.

## Hành chính
Địa cấp thị Kim Hoa quản lý 9 đơn vị cấp huyện, bao gồm 2 quận nội thành, 4 thành phố cấp huyện và 3 huyện.
- Khu Vụ Thành (婺城区)
- Khu Kim Đông (金东区)
- Thành phố cấp huyện Lan Khê (兰溪市)
- Thành phố cấp huyện Nghĩa Ô (义乌市)
- Thành phố cấp huyện Đông Dương (东阳市)
- Thành phố cấp huyện Vĩnh Khang (永康市)
- Huyện Vũ Nghĩa (武义县)
- Huyện Phố Giang (浦江县)
- Huyện Bàn An (磐安县)

Các đơn vị này lại được chia ra 191 đơn vị cấp hương, bao gồm 107 trấn, 73 hương và 11 phó khu.